# Profesor Satán (luchador)
Rodolfo Herrera Garníca (México, D. F, 5 de diciembre de 1925 - 10 de mayo de 2008) fue un deportista de la Lucha libre en México, más reconocido por su trabajo en países Centroamericanos. Es característico por ser de los primeros luchadores en adoptar personajes emblemáticos del género de terror. Entre sus luchas más importantes se pueden destacar enfrentamientos contra personajes como Blue Demon, El Santo, Huracán Ramírez, El Espectro, Gory Guerrero y Máscara Negra.

## Carrera
Inicia su carrera profesional en 1951 al obtener contrato con una empresa de nombre "Unión de Luchadores, Ex Luchadores y Referes Profesionales de la República Mexicana, A.C.."  bajo el nombre de Rayo Verde, Si bien obtuvo varias victorias, el personaje no resultaba lo suficientemente llamativo, por lo que a Rodolfo Herrera se le ocurre la idea de crear un nuevo personaje el cual pudiera atraer a la afición de una mejor manera. Dado que en la década de los 50´s el cine de terror estaba obteniendo mucha popularidad, Rodolfo Herrera decidió crear un personaje que pudiera reflejar ese terror que un "rudo" pudiera generar en la afición. Comprando una boa en un circo de la ciudad, a quien adoptó con el nombre de "Chabela" y confeccionando una nueva máscara decidió darle vida al personaje del Profesor Satán.
Con total aceptación de la audiencia inicia su nueva etapa bajo el nombre del Profesor Satán, siendo de los primeros luchadores "de ultratumba" junto a su amigo y alumno Mario Gómez Nájera más conocido como "Karis la Momia", a quien ayudó para la creación de su personaje. Haciendo mancuerna con Karis, el Profesor Satán, apodado ahora como "El Creador de Monstruos" deciden "infundir el terror" en México, pisando arenas importantes como la Arena Coliseo y la Arena México. La popularidad de esta dupla fue de gran importancia, así como otros personajes de las mismas características de ultratumba ya que "Los más grandes héroes enmascarados del cine mexicano, como Santo, Blue Demon, Huracán Ramírez, Neutrón, Médico Asesino, Mil Máscaras y otros, jamás hubieran tenido tanto éxito en la pantalla y en los cómics si no hubieran existido los grandes villanos." es por esa misma razón que personajes como Satán, Karis, El Vergudo, Gargantua Frankenstein, entre otros luchadores de ultratumba, fueron de gran importancia en la lucha libre debido a que gracias a ellos se sentaron las bases de la representación de la lucha del bien contra el mal que caracteriza a la lucha libre mexicana.

### Conflicto con la empresa y retiro a Centroamérica
Al no tener un contrato formal, el Profesor Satán y sus compañeros de lucha se encontraban expuestos a muchas lesiones en los espectáculos que ofrecían, por lo que a Satán se le ocurre formar un sindicato de luchadores que se encargara de abogar por la integridad de estos antes, durante y después de cada función; sin embargo, la empresa a la que pertenecía Satán descubre dicho plan y termina despidiendo a este. Luchando de manera independiente el Profesor Satán decide viajar a Centroamérica, donde sería reconocido como uno de los luchadores más emblemáticos en países como  El Salvador, Belice y Guatemala, llegando a ser campeón en la categoría de peso semi-completo de Centroamérica y el Caribe.

#### Feudo y muerte de Máscara Negra.
"Escribir sobre el Profesor Satán es armar una crónica sobre uno de los sucesos mas tristes de la historia de la lucha libre Guatemalteca, en donde estuvo involucrado el gran ídolo Mascara Negra"
El año de 1964 Satán sostuvo un feudo contra el ídolo guatemalteco Máscara Negra, con quien, en una lucha de duplas entre Satán y El verdugo, contra Máscara Negra y El Fantasma se sucitó un evento trágico que pondría fin a la carrera del "Creador de Monstruos". En esta lucha la dupla mexicana obtuvo la victoria, sin embargo, la victoria no sería considerada como tal debido a que un par de días después se anuncia la muerte de Máscara Negra debido a un infarto, consecuencia de las constantes luchas y poco descanso de luchador guatemalteco. La noticia generó mucha polémica, acusando al Profesor Satán de haber matado a Máscara Negra; después de la noticia el "Creador de Monstruos" desapareció.

## Retiro
El retiro del Profesor Satán fue totalmente discreto, simplemente desapareció y no se volvió a hablar de "El Creador de Monstruos". En 1972 el periódico "Avance" especulaba el regreso del Profesor Satán a los encordados sin embargo el esperado regreso del luchador no se pudo llevar a cabo debido a las constantes lesiones a lo largo de su carrera de las cuales se destacan lesiones en los riñones y columna vertebral. Sin más que hacer el Profesor Satán se retira sin perder su máscara y con una brillante trayectoria tanto en México como en Centroamérica.

### Años posteriores y muerte
Rodolfo Herrera Garnica dejó los cuadriláteros y se dedicó a impartir cursos de defensa personal en la agencia de Policía y Tránsito del Edo. de México hasta su jubilación. Fallece el 10 de mayo de 2008 por causas naturales.